# Bintan
Bintan er en indonesisk ø med en størrelse på 1.866 km², der ligger omkring 48 km sydøst for Singapore. Det er den største af de 3.200 øer i Riau-øgruppen. I de sidste år har øen udviklet sig til et af de vigtigste industrielle såvel som turistmæssige områder i Indonesien. Øens vigtigste by er Tanjung Pinang.